# Distomus malayensis
Distomus malayensis is een zakpijpensoort uit de familie van de Styelidae. De wetenschappelijke naam van de soort is voor het eerst geldig gepubliceerd in 1919 door Sluiter.